# Exodus (film, 1949)
Pour les articles homonymes, voir Exodus.
Pour plus de détails, voir Fiche technique et Distribution.
Exodus (Il grido della terra) est un film dramatique et historique italien réalisé par Duilio Coletti et sorti en 1949.

## Synopsis
A la fin de la guerre, un groupe de Juifs, libérés par les Alliés des camps de concentration en Allemagne, rejoint clandestinement la Palestine mandataire. Parmi eux, un chirurgien israélien et sa future belle-fille sont transférés dans un camp de réfugiés dans les Pouilles et, conduits par Ariè, rejoignent la Palestine, où la guérilla entre les partisans juifs et l'occupant britannique est en cours. Un terroriste, le fils du professeur, va lui rendre visite dans la colonie agricole, mais il rencontre Ariè, qui a combattu avec lui : tous deux se disputent. Les Britanniques encerclent la colonie, mais le chirurgien et sa belle-fille échappent à la capture. Le fils fait un attentat contre les Anglais et est emprisonné. Dans la colonie, les survivants reprennent le labeur aux champs.

## Fiche technique
- Titre français : Exodus ou Terre promise ou Le Cri de la terre[1]
- Titre original italien : Il grido della terra[2]
- Réalisation : Duilio Coletti
- Scénario : Tullio Pinelli, Giorgio Prosperi, Carlo Levi, Alessandro Fersen (it)
- Photographie : Domenico Scala
- Montage : Mario Serandrei
- Musique : Alessandro Cicognini
- Décors : Ottavio Scotti (it)
- Production : Alberto Salvatori
- Société de production : Lux Film
- Pays de production :  Italie
- Langue originale : italien
- Format : Noir et blanc - 1,37:1 - Son mono - 35 mm
- Genre : drame historique
- Durée : 90 minutes
- Dates de sortie : 
  - Italie : 27 janvier 1949
  - France : 24 novembre 1950

## Distribution
- Marina Berti : Dina
- Andrea Checchi : Arié
- Filippo Scelzo : Dr. Tannen
- Luigi Tosi : David Tannen
- Vivi Gioi Judith
- Carlo Ninchi : capitaine du navire
- Peter Trent : capitaine George Birkmore
- Elena Zareschi : Ada
- Alessandro Fersen (it) : rabbin
- Nerio Bernardi : général britannique
- Renato Bossi : Josiah
- Vittorio Duse Jacob
- Cesare Polacco : Jafrem
- Michael Tor : Procureur général
- Nino Marchesini : Surintendant Norworth
- Pietro Sharoff : chef terroriste palestinien
- Alfredo Varelli : Josef
- Arnoldo Foà : terroriste
- Cesare Fantoni : terroriste

## Production
Le scénario est de Giorgio Prosperi, avec la collaboration exceptionnelle de Carlo Levi et Alessandro Fersen (it). Le récit d'après lequel le scénario est adapté est de Tullio Pinelli et les costumes d'Emanuele Luzzati.
Le film a été produit par Lux Film. Certains extérieurs, situés dans une ville de Palestine, ont été filmés dans la vieille ville de Bari. Un autre lieu de tournage était la station balnéaire de Cozze, un hameau de Mola di Bari, où, dans les mois qui ont suivi la fin de la Seconde Guerre mondiale, de nombreux réfugiés juifs s'étaient rassemblés en route vers la Terre sainte. Un autre camp avait été installé à Palese - Macchie, un hameau de Bari : c'est là que se déroule la première partie du film, jusqu'à l'embarquement des Juifs.